# Antonia Johnson (programledare)
Anna Antonia Isoletto, tidigare Anna Antonia Johnson, även känd som Anty, född 27 september 1991 i Umeå, är en svensk programledare och youtubare. Hon driver två Youtube-kanaler med inriktning skönhet och livsstil. I augusti 2017 hade hon sammanlagt  över 300 000 prenumeranter och 40 miljoner visningar på Youtube. År 2022 hade hon 186 000 prenumeranter på Youtube och livnär sig på betald marknadsföring på Instagram. Hon var en av programledarna för säsong 5 av Studio Paradise.

## Biografi
Antonia Johnson växte upp på Ersboda i Umeå som det yngsta av tre syskon. År 2008 startade hon en blogg för att hålla kontakten med sin syster som flyttat från föräldrahemmet i Umeå till Stockholm. Med tiden började Antonia Johnson även skriva om sina andra intressen, främst smink och skönhet. Hon skapade Youtube-kanalen Anty efter att hennes växande läsarkrets började efterfråga videoklipp istället för bilder. I oktober 2014 flyttade hon till Stockholm och i december samma år hade hennes Youtube-kanal 50 000 prenumeranter. Vid det laget hade Antonia Johnson gått över från bloggandet till att enbart publicera videor på Youtube. Till sommaren 2015 hade antalet prenumeranter på hennes Youtube-kanal fördubblats.
På sin kanal publicerar hon olika typer av videor, däribland videobloggar, sminkvideor, och hauls. Hennes populäraste video, Beauty swap med Therese Lindgren, gav henne pris för årets youtubare på Guldtubengalan 2015 där pris delas ut till Sveriges bästa Youtube-stjärnor. Hennes video Makeup monday | Get ready with me nominerades till Årets stylevideo i Guldtuben 2017. Antonia Johnson har bedrivit sin Youtube-kanal sedan 2011 och den 25 november 2015 skapade hon sin andra kanal, Anty Vlogs, som är ämnad för hennes videobloggar där tittarna får ta del av hennes vardagliga liv. Antonia Johnson har försörjt sig på vloggandet och kringarrangemang sedan februari 2015.
Hon har genom samarbetet med nätverket Splay Networks medverkat i några av Splays webbserier, däribland Under Hundringen, FOMO och Mmm… Mästarna. Hennes framgångar på YouTube har även lett till samarbeten med andra företag, exempelvis har hon medverkat i TV-produktionerna Sommaren med Youtube-stjärnorna och Försökskaninerna för MTG:s Viafree. I samarbete med TV-plattformen har hon även producerat den egna serien Anty Inked där tittarna får följa med Johnson när hon fullföljer sin dröm att tatuera en sleeve.
Tillsammans med Adrian Montin och Jasmine Gustafsson ledde hon säsong 5 av det direktsända Paradise Hotel-eftersnacket Studio Paradise där hennes insats resulterade i en nominering till bästa kvinnliga programledare på Kristallengalan 2017.
Johnson delade tillsammans med Youtube-kollegan SaraSongbird ut pris på Aftonbladets gala Rockbjörnen 2017 i kategorin Årets manliga liveartist. År 2020 var hon en av deltagarna i Big Brother, hon anmälde sig efter att ha utmanats av sina följare eftersom hon länge sagt att hon skulle passa att vara med där. Johnson var den första att lämna huset genom en utröstning av tittarna.
Efter Big Brother fick hon väldigt mycket hat från tittarna efter att ha mobbat en tjej i programmet. Därefter dalade kändisskapet och hon uppdaterade sin YouTube-kanal mindre frekvent och har nu hittat en inkomstkälla som marknadsförare på Instagram istället.

## Filmografi
- 2016 – Försökskaninerna[12]
- 2016 – Sommaren med Youtube-stjärnorna[11]
- 2017 – Anty Inked[13]

## Programledarroller
- 2017 – Studio Paradise[3] (Viafree)

## Priser och utmärkelser
| År   | Instiftare | Kategori                            | Utslag    | Ref    |
| ---- | ---------- | ----------------------------------- | --------- | ------ |
| 2014 | Guldtuben  | Årets livsstils-kanal               | Nominerad | [ 17 ] |
| 2015 | Guldtuben  | Årets style                         | Nominerad | [ 18 ] |
| 2015 | Guldtuben  | Årets collab (med Keela)            | Nominerad | [ 19 ] |
| 2015 | Guldtuben  | Årets collab (med Therése Lindgren) | Vann      | [ 19 ] |
| 2015 | Finest     | Årets Youtube-kanal                 | Nominerad | [ 20 ] |
| 2016 | Finest     | Årets inspiratör                    | Nominerad | [ 21 ] |
| 2016 | Finest     | Årets Instagrammare                 | Nominerad | [ 21 ] |
| 2016 | Finest     | Årets Youtube-kanal                 | Nominerad | [ 21 ] |
| 2016 | Guldtuben  | Årets style                         | Nominerad | [ 22 ] |
| 2017 | Guldtuben  | Årets stylevideo                    | Nominerad | [ 23 ] |
| 2017 | Kristallen | Årets kvinnliga programledare       | Nominerad | [ 14 ] |